# General der Heeresflugabwehrtruppe
Der General der Heeresflugabwehrtruppe war bis 12. März 2012 in der Bundeswehr die Dienststellung des für bestimmte Fragen der Truppenausbildung und -ausrüstung sowie Weiterentwicklung der Heeresflugabwehrtruppe verantwortlichen Offizier.
Die Dienststellung General der Heeresflugabwehrtruppe war seit November 2007 mit dem Dienstposten Kommandeur Ausbildungszentrum Heeresflugabwehrtruppe verbunden, von 1994 bis 2007 mit dem Dienstposten des Kommandeur Heeresflugabwehrschule. Mit Auflösung der Truppengattung und Übertragung der Aufgaben an die Luftwaffe ist auch die Dienststellung des Generals der Heeresflugabwehrtruppe entfallen.

Entsprechende Dienststellungen existieren auch für die anderen Truppengattungen des Heeres. 

Oberst Klaus Kuhlen
letzter General der Heeresflugabwehrtruppe

Bei den Generalen der Truppengattungen handelt es sich immer um eine Dienststellung, die in der Regel vom Kommandeur der Ausbildungseinrichtung der jeweiligen Truppengattung wahrgenommen wird (Ausnahmen bilden hier der General der Fernmeldetruppe und der General der Panzertruppen). Mit dieser Dienststellung ist nicht zwangsläufig der Dienstgrad eines Generals verbunden, bei allen kleineren Truppengattungen haben die jeweiligen Generale der Truppengattungen den Dienstgrad Oberst, bei den größeren Truppengattungen den Dienstgrad Brigadegeneral. Entsprechend dem tatsächlichen Dienstgrad erfolgt die Ansprache mit Herr Oberst oder mit Herr General. Alle Generale einer Truppengattung sind für die Weiterentwicklung ihrer Truppengattung verantwortlich.

## Generale der Heeresflugabwehr
| Nr. | Name                           | Beginn der Berufung | Ende der Berufung |
| --- | ------------------------------ | ------------------- | ----------------- |
| 7   | Oberst Klaus Kuhlen            | November 2007       | 12. März 2012     |
| 6   | Brigadegeneral Wolfgang Köpke  | 2005                | November 2007     |
| 5   | Brigadegeneral Dieter Schuster | 2000                | 2005              |
| 4   | Brigadegeneral Udo Beitzel     | 1990                | 2000              |
| 3   | Brigadegeneral Horst Neumann   |                     | 1990              |
| 2   | Brigadegeneral Helmut Schüler  |                     |                   |
| 1   | Oberst Böhme                   |                     |                   |